# 邦達里 (奧夫魯奇區)
51°16′39″N 28°36′36″E / 51.27750°N 28.61000°E
邦達里（烏克蘭語：Бондарі），是烏克蘭北部的村莊，隸屬日托米爾州的科羅斯滕區。該村始建於1825年，面積1.56平方公里，海拔高度161米，2001年該村落人口960。